# 北海道大学医疗技术短期大学部
北海道大学医疗技术短期大学部（日语：／ Hokkaidō Daigaku Iryōgijutsu Tanki Daigakubu *），简称医短，是过去一所位于日本北海道札幌市北区的国立短期大学。

## 概要

### 简介
- 短期大学为于1981年开办[1]、由日本国经营。招生到于2003年、停办于2007年[2]。为男女同校从开办。

### 历史
- 1981年 北海道大学医疗技术短期大学部成立并同时设置三个学科、以下列举。
  - 护理学科
  - 物理治疗学科[注 2]
  - 职能治疗学科[注 3]
- 1982年 卫生技术学科成立[2]。
- 1984年 诊疗放射线技术学科成立[2]。
- 1985年 专科助产学特別专攻成立[2]。
- 2003年 最后一年招生、次年停止招生（正式停办于2007年3月31日[2]）。

## 学校环境
- 校区：在了北海道札幌市北区[注 1]

## 历任校长
- 有江干男：第一代短期大学校长[3]。

## 组织

### 学科
- 护理学科
- 物理治疗学科[注 2]
- 职能治疗学科[注 3]
- 卫生技术学科
- 诊疗放射线技术学科

### 专科
| - 助产学特別专攻 |

### 业余课程
| - 没有 |

## 相关链接
- 日本短期大学列表
- 北海道大学